# EMD GT26CU-2
A EMD GT26CU-2 foi uma locomotiva diesel-elétrica de seis eixos e 3000 hp de potência fabricada pela Electro-Motive Diesel (EMD) para exportação. A Estrada de Ferro Vitória a Minas (EFVM) que estava nos anos 70 com seu parque de tração dividido entre maquinas de altíssima potência como as Krauss-Maffei ML 4000 de 3.480 HP e as EMD DDM45 de 3.600 HP e máquinas de modelo de exportação da EMD como as G16 com seus modestos 1.800HP, decidiu testar em suas linhas maquinas de potência intermediária, para serviços onde tanto duas locomotivas “pequenas” quanto uma grande se demonstrassem inadequadas, fechando esta lacuna de potência em seu parque de tração.

## GM-EMD Série 901-904
Percebendo que máquinas nesta faixa de potência poderiam ser interessantes economicamente, adquiriu experimentalmente em 1972 da Electro Motive Division – USA, quatro unidades do modelo GT26CU-2 maquinas de série exportação da EMD sendo equipadas com o motor 645E-3 turbo alimentado e com design semelhante as G22U e G22CU que já operavam nas linhas dos estados do sul do Brasil pela Rede Ferroviária Federal S.A.. 
As quatro unidades chegaram em 1973 ao porto de Vitória com a tradicional Pintura da Águia, já vindo equipadas com os novos componentes eletrônicos modularizados no painel elétrico, avanço da EMD de 1972 em sua linha “dash-2” para melhorar a confiabilidade elétrica de suas maquinas e afastar a “ameaça” que as diesel-hidráulicas européias representaram na década de 70 aos fabricantes americanos.
Estas maquinas foram usadas para todo tipo de trens, tanto de minério quanto carga geral , em duplas, trios, e composições com maquinas  como G12, G16 e DDM45 sempre demonstrando resultados positivos, o que motivou a EFVM a adquirir mais unidades deste modelo que assim como as demais maquinas de exportação da EMD, demonstrou se adaptar muito bem as linhas da EFVM, entretanto com problemas de balança comercial, crédito e restrições de importações num período pós-“milagre Brasileiro” fizeram com que a compra de mais unidades só fosse possível  em 1978, desta vez da Espanha.

## Macosa Série 905-934
As maquinas foram compradas graças a um acordo comercial assinado entre o Brasil e a Espanha, no qual a EFVM conseguiu adquirir mais 30 unidades do modelo GT26CU-2. Foram fabricadas pela Macosa em 1978/1979. Essas maquinas vieram um pouco diferentes das demais americanas tendo o tanque aumentado de 7360 para 9460 litros de óleo diesel, e capacidade de se adequar a truques de bitola de 1.600mm caso fosse necessária a transferência dessas unidades para uma nova ferrovia que a CVRD viria a construir no “projeto Grande Carajás”. De fato GT26CU-2 foram transferidas posteriormente para a EFC, durante o período de construções desta e até tracionaram minério de ferro para a EFC, até a chegada de suas próprias locomotivas. Quando retornaram quatro maquinas foram alugadas a RFFSA SR-3, e em 1993 duas foram novamente para Carajás. Foram quatorze locomotivas, que receberam os números de 201 a 214 só retornando a EFVM em 1987. Tais maquinas também prestaram importantes serviços para a EFVM em linhas aonde não se suportavam maquinas mais potentes como as Dash’s ou DDM’s, tendo sido utilizadas em até tração quádrupla, puxando gôndolas ou pesados trens graneleiros. A elas também foi encarregado o serviço do trem de passageiros de 1998 substituindo G12’s e G16’s em combinações até 2002, quando foram transferidas as ultimas para a FCA. No ano 2000 com a compra da FCA pela CVRD, 33 dessas maquinas foram compradas pela Centro Atlântica, aonde rodam com o padrão de pintura da FCA ou ainda com as cores da VM.  Na FCA receberam os números de 2950 a 2982. Em 2002 também foram transferidas as ultimas cinco Villares que ainda permaneceram na EFVM, sendo renumeradas como 2989 a 2993. Todas as GT26CU-2 da EFVM atualmente operam pela FCA.

## Villares Serie 935-940
Surpreendida pelo excepcional desempenho que as GT26 estavam tendo em suas linhas a EFVM em 1979 tentou adquirir da Macosa mais 35 unidades, mas a compra foi impedida pela legislação de proteção da indústria nacional. Ficou a EFVM comprometida então de encomendar seis unidades do modelo U26C à General Electric em Campinas e seis unidades GT26CU-2 a Villares de Araraquara. Tais maquinas foram entregues em 1982. Em 1982 a EMD já havia desenvolvido seu motor de tração D31, que pode aumentar a potência dessas máquinas aos 3000 HP que seus motores podiam gerar. Também foram implementados novos tanques de 10.870 litros, garantindo maior autonomia e maior peso aderente quando abastecidos.  Tais maquinas mesmo tendo maior potência e peso aderente sempre foram tratadas, assim como as GT26CU-MP com o mesma lotação das GT26 americanas para evitar confusões e acidentes durante a montagem dos trens, gerando assim uma grande vantagem ao trem em que essas maquinas operavam, pois sempre estavam operando abaixo de sua capacidade máxima. Tiveram assim como as Macosas e as Americanas grande importância durante a construção do ramal de Costa Lacerda – Belo Horizonte. 

## Villares GT26CU-MP Série 941-949
Após os testes com as U26C e GT26 brasileiras entre 1982 e 1985, chegou-se a conclusão que o modelo da GM melhor se adequava ao serviço e que as U26C não corresponderam às expectativas, chegando a posteriormente serem devolvidas a GE de Campinas em 1998. Então em 1989 a EFVM encomenda novamente maquinas a Villares, mas dessa vez equipadas com Microprocessadores e radar de controle de deslizamento. Quatro unidades foram encomendadas junto a Villares em 1989 para bitola métrica, sendo seguidas de mais cinco de bitola larga e duas unidades da SD60M para a Carajás. Chegaram a EFVM em 1991 e 1992, recebendo os números 941 a 949. Essas unidades receberam um tanque ainda maior, desta vez de 13.500 litros, além de painel de comando do tipo mesa no lugar do padrão “torre” AAR, e um único para brisa frontal, semelhante ao das SD45 da Southern Pacific que receberam as janelas no design “L-Shaped”, ou seja, em L unindo as janelas horizontal e vertical da cabine do lado do condutor.  Estas maquinas foram transferidas para a FCA de forma a serem quatro primeiras em 2000, junto com o lote de 33 GT26CU-2. Mais duas em 2001 e as ultimas três em 2002, operando na FCA no trecho entre Belo Horizonte e o triângulo mineiro ou o Planalto Central. 